# Ronquilus jordani
Ronquilus jordani is een straalvinnige vissensoort uit de familie van bathymasteriden (Bathymasteridae). De wetenschappelijke naam van de soort is voor het eerst geldig gepubliceerd in 1889 door Gilbert.